# أندريس ماتشادو
أندريس ماتشادو (بالإسبانية: Andrés Machado) هو لاعب محترف لكرة القاعدة ‏ فنزويلي، ولد في 22 أبريل 1993 في كارابوبو في فنزويلا.

## وصلات خارجية
- أندريس ماتشادو على موقع دوري كرة القاعدة الرئيسي (الإنجليزية)
- أندريس ماتشادو على موقع الدوري الياباني لكرة القاعدة (الإنجليزية)
- أندريس ماتشادو على موقعبيزبول رفرنس.كوم (الدوري الرئيسي) (الإنجليزية)
- أندريس ماتشادو على موقعبيزبول رفرنس.كوم (الدوري الثانوي) (الإنجليزية)
- أندريس ماتشادو على موقع إي إس بي إن.كوم (أم.أل.بي) (الإنجليزية)
- أندريس ماتشادو على موقع مشجعي الرسوم البيانية (الإنجليزية)